# J.League Cup 2025
Der J.League Cup 2025 (jap. 2025年のJリーグカップ), offiziell aufgrund eines Sponsorenvertrages mit dem Gebäckhersteller Yamazaki Biscuits nach einer Marke desselben 2025 J.League YBC Levain Cup (jap. 2025 JリーグYBCルヴァンカップ) genannt, ist die 33. Ausgabe des Ligapokals, des höchsten Fußball-Ligapokal-Wettbewerbs in Japan. Der Wettbewerb beginnt am 20. März 2025. Titelverteidiger ist Nagoya Grampus.

## Termine
| Phase          | Runde          | Datum                                                        |            |
| -------------- | -------------- | ------------------------------------------------------------ | ---------- |
| Erste Runde    | Runde 1        | 20. März 2025 26. März 2025                                  |            |
| Erste Runde    | Runde 2        | 9. April 2025 16. April 2025                                 |            |
| Erste Runde    | Runde 3        | 21. Mai 2025                                                 |            |
| Play-off-Runde | Play-off-Runde | 4. Juni 2025 (Hinspiele) 8. Juni 2025 (Rückspiele)           |            |
| Finalrunden    | Viertelfinale  | 3. September 2025 (Hinspiele) 7. September 2025 (Rückspiele) |            |
| Finalrunden    | Halbfinale     | 10. Oktober 2025 (Hinspiele) 12. Oktober 2025 (Rückspiele)   |            |
| Finalrunden    | Finale         | noch offen                                                   | noch offen |

## Gruppeneinteilung
| Gruppe 1 | Gruppe 2 | Gruppe 3 | Gruppe 4 |
| - FC Machida Zelvia (J1, 3.) - Yokohama FC (J2, 2.) - Fagiano Okayama (J2, 5.) - Fujieda MYFC (J2, 13.) - Ventforet Kofu (J2, 14.) - Giravanz Kitakyūshū (J3, 7.) - FC Gifu (J3, 8.) | - Gamba Osaka (J1, 4.) - Shimizu S-Pulse (J2, 1.) - Júbilo Iwata (J1, 18.) - Roasso Kumamoto (J2, 12.) - Mito Hollyhock (J2, 15.) - FC Osaka (J3, 6.) - SC Sagamihara (J3, 9.) - Kōchi United SC (JFL) | - Kashima Antlers (J1, 5.) - Kashiwa Reysol (J1, 17.) - Hokkaido Consadole Sapporo (J1, 19.) - Renofa Yamaguchi FC (J2, 11.) - Ōita Trinita (J2, 16.) - Fukushima United FC (J3, 5.) - Azul Claro Numazu (J3, 10.) - Tochigi City FC (JFL) | - Tokyo Verdy (J1, 6.) - Albirex Niigata (J1, 16.) - Sagan Tosu (J1, 20.) - Blaublitz Akita (J2, 10.) - Ehime FC (J2, 17.) - Matsumoto Yamaga FC (J3, 4.) - Vanraure Hachinohe (J3, 11.) - AC Nagano Parceiro (J3, 18.) |

| Gruppe 5 | Gruppe 6 | Gruppe 7 |
| - FC Tokyo (J1, 7.) - Shonan Bellmare (J1, 15.) - V-Varen Nagasaki (J2, 3.) - Iwaki FC (J2, 9.) - RB Ōmiya Ardija (J3, 1.) - Thespakusatsu Gunma (J2, 20.) - Zweigen Kanazawa (J3, 12.) - Nara Club (J3, 17.) | - Cerezo Osaka (J1, 10.) - Kyōto Sanga (J1, 14.) - Montedio Yamagata (J2, 4.) - Tokushima Vortis (J8, 8.) - FC Imabari (J3, 2.) - Kagoshima United FC (J2, 19.) - Gainare Tottori (J3, 13.) - Kamatamare Sanuki (J3, 16.) | - Nagoya Grampus (J1, 1.) - Avispa Fukuoka (J1, 12.) - Vegalta Sendai (J2, 6.) - JEF United Ichihara Chiba (J2, 7.) - Kataller Toyama (J3, 3.) - Tochigi SC (J2, 18.) - FC Ryūkyū (J3, 14.) - Tegevajaro Miyazaki (J3, 15.) |